# Carta ao povo brasileiro
Carta ao povo brasileiro foi o título dado a um texto assinado em junho de 2002 pelo então candidato à presidência da república do Brasil, Luiz Inácio Lula da Silva, assegurando que, em caso de sua vitória, a sua agremiação, o Partido dos Trabalhadores (PT), respeitaria os contratos nacionais e internacionais. A carta foi lida no dia 22 de junho de 2002 durante encontro sobre o programa de governo do partido.
O documento foi interpretado como um importante marco de conciliação da campanha de Lula a presidente. Em especial, a carta foi entendida como uma indicação de apoio ao setor econômico financeiro. Esse apoio era sem precedentes na trajetória do PT e motivou críticas, como do Movimento dos Trabalhadores Rurais Sem Terra, que, num documento intitulada "Carta ao Povo Brasileiro e ao Presidente Lula", ainda em 2002, conclamou o PT e Lula a atuarem para transformações sociais radicais no Brasil, indicando a eleição do candidato petista como uma oportunidade histórica.
Para o economista Luiz Gonzaga Belluzzo, a carta de 2002 foi um marco. Em especial, indicou a continuidade do governo Lula em relação ao de seu predecessor, Fernando Henrique Cardoso. Para o cientista político André Singer, o documento é o principal indicador da adoção de políticas em prol do capital financeiro como diretriz de do governo de Lula, a partir de 2003. O jornalista Celso Rocha de Barros ressalta que a carta não ganhou a eleição, mas que teve, ainda assim, duas importâncias: em primeiro, ajudou Palocci aprovar suas posições em convenção partidária; em segundo, delineou como seria a gestão de Palocci como ministro da Fazenda, mesmo que nem o mercado nem a esquerda do partido tivessem acreditado. Nesse sentido, para Celso, o ajuste ortodoxo capitaneado por Lula nos primeiros anos de seu governo não configuraria um estelionato eleitoral.